# Телефонні коди України
Телефонні коди України фіксованого зв'язку складаються зо двох, трьох та з чотирьох цифр. Їхня кількість залежить від розміру населеного пункту або міста, а також від територіальної належності.
У національному форматі (при дзвінках у межах країни) номери телефонів мають довжину 10 цифр. Замість +380 (виходу на міжнародну лінію і міжнародного коду України) набирається 0 (код виходу на міжміський зв'язок або міжоператорський зв'язок), код номеру регіону або мобільного оператора, номер телефону абонента.
Міжнародний код України — +380

## Міжнародний код України
+380

## Історія
Після розпаду Радянського Союзу Україна продовжувала перебувати в єдиній телефонній зоні разом з Росією та іншими колишніми країнами СРСР. Міжнародний телефонний код України в цей період був +7. Міжнародні дзвінки також здійснювалися через Москву та функціонували дуже погано. 17 листопада 1992 року в Києві ввели в експлуатацію першу в Україні міжнародну телефонну станцію. На АТС було встановлено цифрове обладнання фірми SIEMENS і вона дозволяла здійснювати автоматичний міжнародний зв'язок жителям 16 із 25 областей України.
1 жовтня 1993 року міжнародний телефонний код Югославії +38 був розділений між колишніми югославськими республіками, кожній з яких було присвоєно код із додаванням однієї цифри до +38 (телефонні коди Югославії.).
27 січня 1995 року Міжнародний Телекомунікаційний Союз присвоїв Україні телефонний код +380. Новий код почав використовуватися з 16 квітня 1995 року. Відповідно змінилися і правила набору. Якщо до 15 квітня 1995 року для того, щоби зателефонувати в Україну потрібно було набрати номер в форматі +7 0BC XXXXXXX то з 16 квітня набір здійснювався в форматі +380 BC XXXXXXX. Протягом щонайменше перших шести місяців після введення нового коду діяли одночасно два способи набору. Після закінчення цього періоду абоненти, які телефонували в Україну через старий код +7, чули голосове повідомлення, яким їх інформували про нові правила дзвінків.

## Проблеми імплементації
Весь час з моменту отримання Україною власного міжнародного коду «380» більшість фізичних та юридичних осіб в Україні використовує «югославське» написання номерів, вважаючи, ніби код України — «38», а потім пишуться коди міст чи мобільних операторів, що починаються з цифри «0», тобто: +38 (067) 1234567. Однак, згідно із Національним планом нумерації України коди ідентифікації мереж призначення є виключно двозначними, до того ж першою цифрою абонентського номера в мережах фіксованого та рухомого (мобільного) зв'язку не можуть використовуватися цифри «0» та «1».[джерело?] Відповідно до Плану нумерації «0» використовується як національний (міжміський) префікс, а «1» використовується для формування скорочених номерів виходу до служб екстреного виклику, замовних та інформаційно-довідкових послуг. Отже, жоден з кодів міст чи мобільних операторів не має і не може мати на початку цифри «0», бо «0» є загальноукраїнським технічним префіксом. Проблема давно набула загальнонаціонального масштабу. У міжлюдському спілкуванні, а також на телебаченні, радіо, у пресі, зовнішній рекламі, медицині, на офіційних сайтах органів державної влади тощо — використовуються номери телефонів держави, що не існує, країни-примари — Югославії. Навіть уповноважені представники мобільних операторів відповідали в соцмережах, що «+38 — це код України»

## Правильне написання кодів та номерів

### Для мереж фіксованого зв'язку відповідних зон нумерації
+380 44 1231231
+380 (44) 1231231

### Для мереж рухомого (мобільного) зв'язку
- Національний формат[2]

0 50 123 4567

0 (50) 123 4567
- Міжнародний формат:[2]

+380 50 123 4567

00 380 (50) 123 4567

## Правила набору телефонних номерів
Для міжміських телефонних розмов та дзвінків на номери телефонів абонентів операторів мобільного зв'язку необхідно набирати:
0 (дочекатися безперервного сигналу);
КОД МІСТА або КОД ОПЕРАТОРА (без першої цифри «0» у наявному коді);
НОМЕР ТЕЛЕФОНУ АБОНЕНТА, якого викликаєте.
Наприклад, телефонуючи до міста Вінниця, замість 8 0432 слід набирати 0 432 та номер абонента. Телефонуючи абонентам оператора мобільного зв'язку Utel, потрібно набрати 0 — 91, далі без інтервалу — номер телефону абонента.
Для внутрішньообласних телефонних розмов необхідно замість префікса «8» набирати префікс «0» (дочекатися безперервного сигналу), подальший набір номера (крім абонентів Київської області) залишається без змін.
Якщо при здійсненні внутрішньообласного виклику використовується повний код населеного пункту (без задіяння внутрішньообласного коду «2»), зміни у наборі будуть аналогічні змінам при міжміському виклику.
Код Києва — «44», а для Київської області вводиться новий власний код «45» замість коду «044»
0 (дочекатися безперервного сигналу);
45 (код Київської області);
ХХ (останні дві цифри наявного коду населеного пункту в області);
НОМЕР ТЕЛЕФОНУ АБОНЕНТА, якого викликаєте (п'ятизначний номер).
```
Наприклад, телефонуючи до міста Бровари, слід набирати 0-4594 та номер телефону абонента. Номер довідкової служби - 109 (по місту) або 0 + дві перших цифри коду області + 9910911 (міжміська), для Тернополя (наприклад, з мобільного): 035 99 109 11
```